# 19 януари
19 януари е 19-ият ден в годината според григорианския календар. Остават 346 дни до края на годината (347 през високосна година).

## Събития
- 383 г. – Аркадий е обявен за император на източната Римска империя.
- 1419 г. – Стогодишна война: Град Руан се предава на английския крал Хенри V и по този начин Нормандия става част от Англия.
- 1764 г. – Джон Уилкс е изгонен от Камарата на общините заради подривна дейност и клеветничество.
- 1806 г. – Великобритания окупира нос Добра надежда.
- 1829 г. – Състои се премиерата на „Фауст“ от Гьоте.
- 1839 г. – Британската източноиндийска компания превзема Аден.
- 1853 г. – Състои се премиерата на операта „Трубадур“ на Джузепе Верди в Рим.
- 1861 г. – Джорджия става 5-ия щат, отделил се от САЩ след Южна Каролина, Мисисипи и Алабама.
- 1899 г. – Судан става кондоминиум на Великобритания и Египет.
- 1915 г. – Първата световна война: При първата в света бомбардировка на цивилно население, германски цепелини бомбардират градовете Грейт Ярмут и Кингс Лин във Великобритания, загиват над 20 души.
- 1918 г. – Финландска гражданска война: Първи тежки сражения между Червената гвардия и Бялата гвардия.
- 1920 г. – Сенатът на САЩ гласува против присъединяването на държавата към Обществото на народите.
- 1937 г. – Хауърд Хюз поставя нов световен рекорд за скорост, прелетявайки със самолет разстоянието от Лос Анджелис до Ню Йорк за 7 часа, 28 минути и 25 секунди.
- 1938 г. – За първи път в света започва серийно производство на леки автомобили с дизелов двигател от американската фирма „Дженерал Моторс“.
- 1941 г. – Втората световна война: Великобритания напада контролираната от Италия Еритрея в Етиопия.
- 1945 г. – Втората световна война: Съветската армия освобождава Лодз. От 230 000 жители през 1940, по-малко от 900 оцеляват след Нацистката окупация.
- 1946 г. – Генерал Дъглас Макартър създава Международен военен трибунал за Далечния изток за съдене на японски военнопрестъпници.
- 1955 г. – Играта „Скрабъл“ се появява на пазара.
- 1966 г. – Индира Ганди е избрана за министър-председател на Индия.
- 1969 г. – Студентът Ян Палах умира, след като три дена преди това се самозапалва в Прага в знак на протест срещу инвазията на СССР в Чехословакия през 1968. Погребението му се превръща също в значим протест.
- 1977 г. – Президентът на САЩ Джералд Форд амнистира Ива Тогури д'Акино, известна като „Токийската роза“.
- 1977 г. – В Маями, щата Флорида, пада сняг за първи път в известната история на града.
- 1981 г. – САЩ подписва споразумение с Иран за освобождаването на 52-мата американски заложници, държани 14 месеца в плен.
- 1983 г. – Нацисткият Военният престъпник Клаус Барби е арестуван в Боливия.
- 1983 г. – Apple Computer известява за появата на „Apple Lisa“ – първият си персонален компютър с графичен потребителски интерфейс и компютърна мишка.
- 1989 г. – Френският президент Франсоа Митеран кани на неформална закуска в посолството на Франция в София 12 български дисиденти.
- 1993 г. – IBM обявява, че е регистрирана загуба от $4,97 милиарда за изминалата 1992 година – най-голямата загуба за една година на дадена корпорация в историята на САЩ.
- 1997 г. – След повече от 30 години Ясер Арафат се завръща в Хеброн и участва в честването по случай присъединяването на последния, контролиран от израелците, град на Западния бряг.
- 2006 г. – Изстрелян е космическият апарат Нови Хоризонти (New Horizons) и неговата мисия е да изследва Плутон. Апаратът достигна Плутон на 14 юли 2015 г.
- 2007 г. – Арменският журналист Хрант Динк е застрелян пред офиса на вестника, в който работи, от 17-годишен турски националист.

## Родени
- 399 г. – Елия Пулхерия, Императрица на Източната Римска империя († 453 г.)
- 840 г. – Михаил III, византийски император († 867 г.)
- 1544 г. – Франсоа II, крал на Франция († 1560 г.)
- 1736 г. – Джеймс Уат, британски изобретател († 1819 г.)
- 1798 г. – Огюст Конт, френски философ, един от основоположниците на позитивизма († 1857 г.)
- 1803 г. – Сара Хелън Уитман, американска поетеса († 1878 г.)
- 1807 г. – Робърт Лий, генерал от Армията на Конфедерацията по време на Американската гражданска война († 1870 г.)
- 1809 г. – Едгар Алън По, американски писател († 1849 г.)
- 1833 г. – Ели Дюкомен, швейцарски политик, Нобелов лауреат († 1906 г.)
- 1839 г. – Пол Сезан, френски художник († 1906 г.)
- 1849 г. – Владимир Давидов, руски артист († 1925 г.)
- 1853 г. – Иван Салабашев, български политик († 1924 г.)
- 1859 г. – Шарл Дил, френски учен, историк († 1944 г.)
- 1860 г. – Стефан Белов, български военен деец († 1931 г.)
- 1863 г. – Вернер Зомбарт, немски икономист († 1941 г.)
- 1864 г. – Иван Пеев-Плачков, български политик († 1942 г.)
- 1865 г. – Валентин Серов, руски художник († 1911 г.)
- 1871 г. – Даме Груев, български революционер († 1906 г.)
- 1875 г. – Георги Константинов, български революционер († 1969 г.)
- 1879 г. – Симеон Радев, български публицист, дипломат и историограф († 1967 г.)
- 1882 г. – Александър Миленков, български художник († 1971 г.)
- 1883 г. – Херман Абендрот, немски диригент, професор († 1956 г.)
- 1884 г. – Георги Кьосеиванов, български политик († 1960 г.)
- 1890 г. – Иван Зонков, деец на БКП († 1938 г.)
- 1900 г. – Иван Христов, български художник († 1987 г.)
- 1900 г. – Лесли Уайт, американски антрополог († 1975 г.)
- 1902 г. – Георгий Острогорски, руски византолог († 1976 г.)
- 1908 г. – Радка Йосифова, преподавателка по народно пеене, първата „Мис България“ († 2012 г.)
- 1912 г. – Леонид Канторович, руски икономист и математик († 1986 г.)
- 1918 г. – Васил Величков, първият български пилот († 1984 г.)
- 1920 г. – Иван Пачников, български лекар и общественик
- 1920 г. – Хавиер Перес де Куеляр, перуански дипломат († 2020 г.)
- 1921 г. – Патриша Хайсмит, американска писателка († 1995 г.)
- 1922 г. – Йежи Кавалерович, полски кинорежисьор († 2007 г.)
- 1922 г. – Христо Данов, български юрист († 2003 г.)
- 1923 г. – Ивайло Петров, български писател († 2005 г.)
- 1923 г. – Маркус Волф, немски офицер († 2006 г.)
- 1926 г. – Тодор Гогов, български политик († 2022 г.)
- 1929 г. – Ред Амик, американски автомобилен състезател († 1995 г.)
- 1936 г. – Стойко Факиров, български химик, професор
- 1943 г. – Джанис Джоплин, блус, рок-енд-рол, блус-рок и психеделик-рок певица († 1970 г.)
- 1946 г. – Генадий Кузмин, украински шахматист († 2020 г.)
- 1946 г. – Джулиан Барнс, британски писател
- 1946 г. – Доли Партън, американска кънтри певица, композиторка и киноактриса
- 1947 г. – Род Евънс, английски рокпевец
- 1955 г. – Саймън Ратъл, английски диригент
- 1957 г. – Петя Силянова, българска актриса
- 1957 г. – Синди Шърман, американска фотографка и режисьорка
- 1958 г. – Алън Стийл, американски писател фантаст
- 1966 г. – Стефан Едберг, шведски тенисист
- 1967 г. – Хавиер Камара, испански актьор
- 1968 г. – Светослав Малинов, български политик
- 1969 г. – Предраг Миятович, черногорски футболист
- 1970 г. – Александър Бох, германски автомобилен състезател
- 1972 г. – Борислав Цеков, български политик
- 1972 г. – Калина Сакскобургготска, дъщеря на Симеон II
- 1975 г. – Александър Александров, български футболист
- 1976 г. – Марша Томасън, британска актриса
- 1980 г. – Дженсън Бътън, британски пилот от Формула 1
- 1984 г. – Исмаел Бланко, аржентински футболист
- 1985 г. – Бени Файлхабер, американски футболист
- 1985 г. – Елиът Уорд, английски футболист
- 1986 г. – Клаудио Маркизио, италиански футболист
- 1991 г. – Петра Мартич, хърватска тенисистка

|  |  |  |  |  |  |

## Починали
- 923 г. – Мохамед ибн Джарир ал-Табари, персийски историк (* 839 г.)
- 1526 г. – Изабела Хабсбург, австрийска ерцхерцогиня и кралица на Дания, Норвегия и Швеция, съпруга на крал Кристиан II. (* 1501 г.)
- 1547 г. – Хенри Хауард, граф на Съри, английски поет (* 1517 г.)
- 1576 г. – Ханс Закс, немски поет и драматург (* 1494 г.)
- 1629 г. – Абас I Велики, шах на Иран (* 1571 г.)
- 1825 г. – Феодосий Шчедрин, руски скулптор (* 1751 г.)
- 1865 г. – Пиер-Жозеф Прудон, френски философ – анархист (* 1809 г.)
- 1869 г. – Карл фон Райхенбах, германски химик (* 1788 г.)
- 1874 г. – Аугуст Хайнрих Хофман фон Фалерслебен, немски писател (* 1798 г.)
- 1881 г. – Франсоа Мариет, френски археолог, създател на Египетския музей в Кайро (* 1821 г.)
- 1908 г. – Георги Данчов, български художник и революционер (* 1846 г.)
- 1913 г. – Йосиф Ангелов, български офицер (* 1857 г.)
- 1927 г. – Шарлота Белгийска, императрица на Мексико (* 1840 г.)
- 1929 г. – Цветко Дрончилов, български просветен деец (* 1841 г.)
- 1930 г. – Франк Рамзи, английски математик (* 1903 г.)
- 1931 г. – Димитър Бръзицов, български публицист (* 1858 г.)
- 1931 г. – Петър Пешев, български политик и юрист (* 1858 г.)
- 1938 г. – Бранислав Нушич, сръбски писател (* 1864 г.)
- 1947 г. – Мануел Мачадо, испански поет (* 1874 г.)
- 1947 г. – Тане Николов, български революционер (* 1873 г.)
- 1952 г. – Валтер фон Болтенщерн, германски офицер (* 1889 г.)
- 1954 г. – Димитър Божиков, български революционер (* 1866 г.)
- 1965 г. – Яким Якимов, български учен (* 1900 г.)
- 1969 г. – Ян Палах, чешки студент, починал след самозапалване (* 1948 г.)
- 1974 г. – Франц Набъл, австрийски писател (* 1883 г.)
- 1987 г. – Лоурънс Колберг, американски психолог (* 1927 г.)
- 1990 г. – Ошо, индийски и американски духовен учител и философ (* 1931 г.)
- 1991 г. – Джон Ръсел, американски актьор (* 1921 г.)
- 1996 г. – Дон Симпсън, американски филмов продуцент (* 1943 г.)
- 1997 г. – Клифърд Скот, английски психоаналитик (* 1903 г.)
- 1997 г. – Тодор Андрейков, български актьор (* 1933 г.)
- 1998 г. – Карл Пъркинс, американски китарист (* 1932 г.)
- 2000 г. – Бетино Кракси, италиански политик и държавник (* 1934 г.)
- 2002 г. – Вава, бразилски футболист (* 1934 г.)
- 2002 г. – Франц Инерхофер, австрийски писател (* 1944 г.)
- 2004 г. – Александър Сталийски, български политик (* 1925 г.)
- 2006 г. – Уилсън Пикет, американски соул певец (* 1941 г.)
- 2007 г. – Хрант Динк, арменски писател и журналист (* 1954 г.)
- 2017 г. – Теори Заваски, бразилски магистрат, член на Върховния федерален съд на Бразилия (* 1948 г.)
- 2024 г. – Георги Костов, български композитор и политик (* 1941 г.)

## Празници
- Балтимор (САЩ) – Ден на Едгар Алън По
- Тексас (САЩ) – Ден в памет на героите на Конфедерацията